# La Floresta (gmina)
La Floresta – jedna z gmin departamentu Canelones w Urugwaju, utworzona 15 marca 2010 roku. Jej siedzibą jest miasto La Floresta.

## Historia
Gmina została utworzona na mocy ustawy nr 18653 z dnia 15 marca 2010 r. jako część departamentu Canelones i obejmuje okręgi wyborcze CLB i CLC.

## Lokalizacja
Gmina leży w południowo-wschodniej części departamentu Canelones. Główną działalnością gminy jest turystyka, ponieważ w gminie znajduje się sieć uzdrowisk na Río de la Plata.
Powierzchnia gminy wynosi 65,5 km². Wchodzące w jej skład miejscowości spisowe liczyły w 2011 roku 7310 mieszkańców.